# Brüno Gehard
Brüno Gehard (efternamnet uttalas gay-hard på engelska), ibland skriven som Bruno or Brueno, är en fiktiv österrikisk homosexuell modereporter skapad av den engelska komikern Sacha Baron Cohen. Under 2009 var Brüno Gehard huvudperson i filmen Brüno.

## Bakgrund
Brüno föddes i Klagenfurt, Österrike och enligt honom själv är han 19 år gammal. Hans mamma dödades av hans pappa som var en framstående tillverkare av gökur i Schleswig-Holstein. Brünos bror Durgel driver en lamineringsfirma i Salzburg.
1992 var det meningen att Brüno skulle medverka som dansare i musikvideon till gruppen Snap!s "Rhythm is a Dancer", men han var tvungen att dra sig ur en dag före inspelningen eftersom han fått en ögoninfektion efter kontakt med hundbajs. Istället började han jobba på Klub Apartheid i Wien, initialt som urinal. Hans första tv-program var Get Uber It, som följdes av Funkyzeit mit Brüno (Funkytime with Brüno) som hade gått på TV i åtta år. I programmet intervjuade Brüno gäster om mode, nöje, kändisar och homosexualitet, med tyngdpunkten på det sista ämnet. Brüno sparkades från programmet 2008, men har sedan dess återfått jobbet. Filmen Brüno börjar precis när han blir avskedad från Funkyzeit år 2008.
Kanalen som visar Funkyzeit i Österrike är ÖJRF (Österreichischer Jungen-Rundfunk), vilket är snarlikt den verkliga TV-kanalen ORF (Österreichischer Rundfunk). Logon visas ofta i övre högra hörnet i Brünos inslag. Ofta hävdar Brüno att han gör program för Österrikes Bög-TV, och uppmuntrar till exempel ett brottningslag att hälsa till alla tittarna. Programmets signaturmelodi är "Crank It Up", från den tyska gruppen Scooters album Our Happy Hardcore.